# Ability Office
O Ability Office é um conjunto de ferramentas de produtividade pessoal, que pretende ser uma alternativa sólida ao mais do que estabelecido Microsoft Office.
O Ability Office posiciona-se com quatro características essenciais:
- 1. Compatibilidade com o standard Microsoft Office;
- 2. Utilização Simples, numa interface familiar;
- 3. Multiplicidade de recursos úteis;
- 4. Preço Acessível.

A oferta do Ability Office é composta por:
- Ability Write, um poderoso processador de texto;
- Ability Spreadsheet, uma folha de cálculo avançada, com todas as funcionalidades necessárias;
- Ability Presentation, uma aplicação para apresentações de diapositivos;
- Ability Database, para criação e gestão de Bases de Dados (utiliza o mesmo motor de base de dados que o Microsoft Access);
- Ability Photopaint Studio, um poderoso programa editor de imagem, compatível com o formato psd do Adobe Photoshop;
- Ability Photoalbum, um programa de gestão e organização de fotografias e/ou imagens;
- Ability Draw, um programa de desenho vectorial.

O Ability Office está disponível em Inglês, Português de Portugal, Espanhol, Francês, Alemão, Holandês, Húngaro e Escandinavo.
Neste momento o Ability Office está na sua versão 4, tendo sido esta versão recentemente actualizada para ser compatível com o novo sistema operativo Windows Vista.
A Ability International prevê o lançamento da nova versão do Ability Office no terceiro trimestre de 2007.